# سانگیلیپالام
سانگیلیپالام (به لاتین: Sangilipalam) یک منطقهٔ مسکونی در سری‌لانکا است که در استان مرکزی (سری‌لانکا) واقع شده‌است.